# Collin Cowgill
Collin Brannen Cowgill, ameriški bejzbolist, * 22. maj 1986, Lexington, Kentucky, ZDA.
Cowgill je poklicni igralec zunanjega polja za ekipo Oakland Athletics v ligi MLB.

## Univerzitetna kariera
Cowgill je svojo univerzitetno kariero preživel na kentuckyjski Univerzi. V njegovi zadnji sezoni ga je spletna stran Rivals.com nagradila z uvrstitvijo med tretjo ekipo med najboljšimi mladinci v državi tega leta.

## Poklicna kariera

### Arizona Diamondbacks
Na naboru lige MLB leta 2008 je bil izbran v 5. krogu.
26. julija 2011 je bil poklican na stopnjo MLB iz stopnje Triple-A v Renu.
Svoj prvi domači tek v karieri je dosegel na dan 28. avgusta 2011 proti ekipi San Diego Padres.

### Oakland Athletics
Dne 9. decembra 2011 je bil Cowgill udeležen v menjavi skupaj z Jarrodom Parkerjem in Ryanom Cookom,  ki je k ekipi Arizona Diamondbacks pripeljala Trevorja Cahilla in Craiga Breslowa iz ekipe Oakland Athletics.